# 九鈷杵
九鈷杵とは、脇鈷を八本とし、合計で九鈷を持つ金剛杵の一種。主にチベット仏教において用いられた。

## 概要
一切如來大祕密王未曾有最上微妙大曼拏羅經、略して微妙大曼拏羅經を本処として、大威徳明王の修法に用いると説かれる。中国唐代には、未だ用いられていなかったものか、入唐八家の誰も将来したという記載が無く、我が国では製作されなかったようである。現在の遺品も中国の宋元明時代の将来品である。京都府・醍醐寺、和歌山県・上池院などには、宋代のものと思われる遺品がある。
また、和歌山県・金剛峰寺、奈良県・談山神社には、九頭竜杵と呼ばれる形式のものもある。これは、九鈷を昇り竜の姿に作ったもので、元時代に成立したものと言われている。